# Timandra xenophyes
Timandra xenophyes är en fjärilsart som beskrevs av Louis Beethoven Prout 1935. Timandra xenophyes ingår i släktet Timandra och familjen mätare. Inga underarter finns listade i Catalogue of Life.